# Interversion (Linguistik)
Interversion ist die anscheinend willkürliche Vertauschung der Reihenfolge von Lauten (Pivotierung) bei Übernahme eines Lehnwortes aus einer anderen Sprache. 
Der deutsche Begriff Konsonantenumstellung ist auf Konsonanten beschränkt, während die Interversion allgemein auch Vokale oder Kombinationen von Phonemen umfassen kann. Die Interversion ist eine Unterart der Metathese, einer phonologischen Lautfolgeänderung.
Beispiel: spanisch bacalao → deutsch Kabeljau